# Regiões do Paquistão
As unidades administrativas do Paquistão consistem-se em quatro províncias, um território da capital federal e um agrupamento de áreas tribais administradas federalmente. Abaixo deste nível superior, existem mais quatro camadas de unidades governamentais, incluindo 27 divisões, mais de uma centena de distritos (zillas), mais de 400 subdistritos chamados tehsils e vários milhares de conselhos sindicais.